# Zbór Śląskiego Kościoła Ewangelickiego Augsburskiego Wyznania w Boguminie
Zbór Śląskiego Kościoła Ewangelickiego Augsburskiego Wyznania w Boguminie – zbór (parafia) luterańska w Boguminie, należąca do senioratu ostrawsko-karwińskiego Śląskiego Kościoła Ewangelickiego Augsburskiego Wyznania, w kraju morawsko-śląskim, w Czechach.

## Historia
Pierwsze nabożeństwa w Boguminie-Szonychlu (późniejszy Nowy Bogumin) prowadził od 4 grudnia 1887 roku cieszyński nauczyciel i wikary Richard Fritsche w budynku niemieckiej szkoły, a później w gościńcu Moritza Saffiera. Bogumin należał wówczas do zboru w Orłowej, której stacją kaznodziejską stał się w 1888. W 1900 roku rozpoczęto budowę obecnego kościoła, na gruncie podarowanym przez hrabiego Henryka Larisch-Mönnicha. Budynek poświęcono 15 października 1901 roku. Po pierwszej wojnie światowej do końca II wojny światowej kościół należał do Niemieckiego Kościoła Ewangelickiego w Czechach, na Morawach i na Śląsku. Samodzielny zbór ustanowiony został w 1922 roku, a pierwszym pastorem został Georg Badura (1892–1975), dotychczasowy wikary. W 1926 wybudowano budynek probostwa. W księdze pamiątkowej miasta Bogumina zapisano w 1925, że zbór obejmował około 1000 osób, z czego dwie trzecie stanowili Niemcy, a jedną trzecią Polacy. Po przyłączeniu Zaolzia do Polski został pastor Badura w 1939 roku zmuszony do złożenia urzędu. Po drugiej wojnie światowej i likwidacji Niemieckiego Kościoła Ewangelickiego kościół został skonfiskowany. Śląski Kościół Ewangelicki Augsburskiego Wyznania stał się jego właścicielem w latach 70. XX wieku. Remont kościoła zakończono w 1974 a probostwa w 1991.